# Animal Planet
Animal Planet — дочірній телеканал американського Discovery Channel. Працює на супутниковому та кабельному телебаченні. На телеканалі транслюються фільми, що показують тварин в безпосередньому середовищі проживання, розповіді про види, внесені в Червону книгу. Не забуті і домашні тварини. Девіз каналу — «Нашу планету населяє понад 2 мільйонів живих видів. Ви — один з них. З іншими знайомтеся в передачах каналу Animal Planet». Канал веде мовлення в більш ніж 70 країнах світу, в тому числі і в Україні. Певні версії каналу були створені в Канаді, Індії, Японії, Тайвані і в інших країнах. Частина трансльованих передач також виходить на DVD

## Історія
Канал «Animal Planet» був заснований  1 жовтня 1996 року. 1 січня 1997 року канал виріс, купивши місце для реклами в каналу WOR EMI (національна подача WWOR-телебачення Нью-Йорка). Зараз «Animal Planet» — додатково асоційований член Карибського Кабельного Кооперативу.

## Перезапуск
3 лютого 2008 змінилася емблема каналу і в трансляції з'явилися вісім нових шоу, націлених на більш дорослу аудиторію. Шоу стали більш реалістичними і, з одного боку, науковими та повчальними, а з іншого, більш захоплюючими.

## Найбільш відомі програми
- Поліція Х'юстона: відділ по захисту тварин (Animal Cops: Houston)
- Видобуток Хижака (The Predators Prey)
- Щоденник великої кішки (Big Cat Diary)
- Життя Ссавців (The Life of Mammals)
- Пригоди Корвіна (The Jeff Corwin Experience)
- Маєток Сурікат (Meerkat Manor)
- Найкумедніші тварини планети (The Planet's Funniest Animals)
- Острів орангутанів (Orangutan island)
- Як стати ... (Growing Up…)
- Китові війни (Whale wars)
- Собаки-поліцейські: Найкращі з найкращих (K9 Cops: Meet the Elite)
- Перекладач з собачого з Цезарем Мілланом (Dog Whisperer with Cesar Millan)
- Велике жало (The Big Sting)

## Цікаві факти
Від імені каналу в країнах Америки і Європи випускаються корми для домашніх тварин.